# Western (Kenia)
Western (West) war eine Provinz Kenias. Ihre Hauptstadt war Kakamega.
Die Provinz hatte etwa 4.023.000 Einwohner. Wichtigste Bevölkerungsgruppe in Western war die Bantu-Ethnie der Luhya.
Western reichte von den Hügeln im Norden um Bungoma bis zum Flachland am Victoriasee bei Busia. An der Grenze zu Uganda lag der Mount Elgon. In Western befand sich der letzte Regenwald Kenias, der Kakamega-Wald.
Wichtigster Wirtschaftszweig war die Landwirtschaft, welche sowohl Subsistenzwirtschaft mit Mais und Hirse als auch den kommerziellen Anbau von Tee und Zuckerrohr sowie Viehzucht (Milchvieh und Geflügel) umfasste. Ferner befand sich in Webuye eine Papierfabrik und der Wald von Kakamega wird begrenzt touristisch genutzt.
Im Rahmen der Verfassung von 2010 wurden die kenianischen Provinzen aufgelöst. Auf dem Gebiet der Provinz Western befinden sich heute die Countys Bungoma, Busia, Kakamega und Vihiga.

## Verwaltungsgliederung
Western war in 8 Distrikte eingeteilt:
| Distrikt      | Hauptstadt |
| ------------- | ---------- |
| Bungoma       | Bungoma    |
| Busia         | Busia      |
| Butere/Mumias | Butere     |
| Kakamega      | Kakamega   |
| Lugari        | Lugari     |
| Mount Elgon   | Kapsokwony |
| Teso          | Malaba     |
| Vihiga        | Vihiga     |